# Andreas Kalbitz

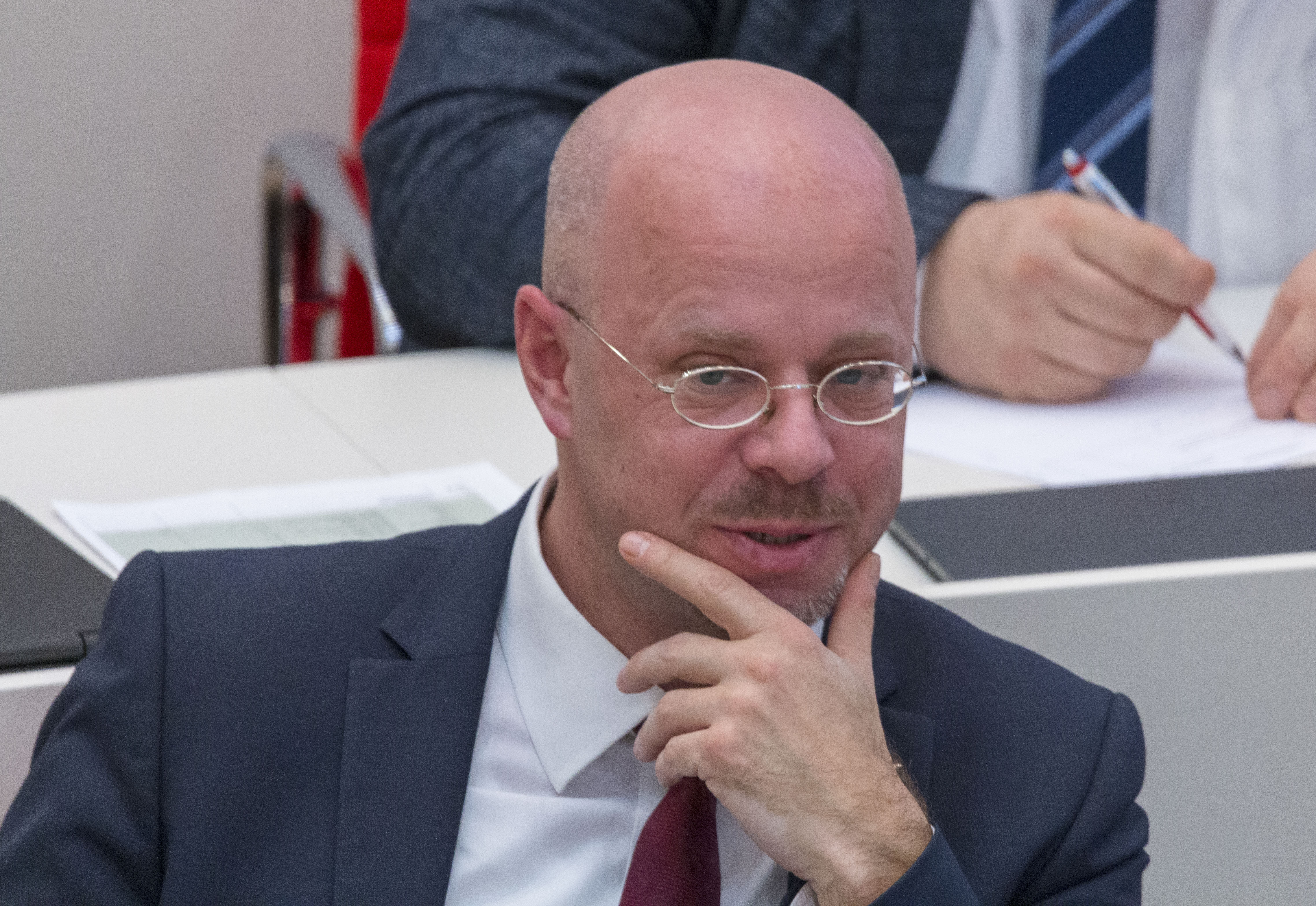
Andreas Kalbitz (2020)

Andreas Edwin Kalbitz (* 17. November 1972 in München) ist ein rechtsextremer deutscher Politiker (parteilos, zuvor AfD, Die Republikaner und CSU). Er war von 2014 bis 2024 Mitglied des Brandenburger Landtages und von 2017 bis 2020 Fraktionsvorsitzender der AfD-Fraktion. Von 2017 bis zum Entzug der AfD-Mitgliedschaft im Mai 2020 war er Landesvorsitzender der AfD Brandenburg und Mitglied des AfD-Bundesvorstandes. Der Bundesvorstand schloss ihn aus der Partei aus, weil er in seinem Aufnahmeantrag seine Mitgliedschaft in der seit 2009 verbotenen neonazistischen Heimattreuen Deutschen Jugend verheimlicht hatte. 
Kalbitz gehörte dem Flügel, einem völkisch-nationalistischen Parteiflügel um Björn Höcke, an und war zum Teil zeitgleich Mitglied in mehreren rechtsextremistischen und neonazistischen Vereinigungen bzw. war und ist ihnen verbunden. Im Februar 2020 wurde bekannt, dass er – neben Björn Höcke und Hans-Thomas Tillschneider – seit Beginn des Jahres 2020 vom Verfassungsschutz (Bundesamt für Verfassungsschutz und Landesverfassungsschutzbehörden) beobachtet wird.

## Leben

### Frühe Jahre, Ausbildung und Beruf
Als Schüler war Andreas Kalbitz in der Pennalen Burschenschaft Saxonia-Czernowitz zu München aktiv, einer schlagenden Schülerverbindung im ÖPR. Sein Leibbursch war Alexander Wolf. Von 1994 bis 2005 war Kalbitz Soldat auf Zeit als Fallschirmjäger. Laut Bundeswehr-Journal beendete er seine Laufbahn im Rang eines Oberfeldwebels. Danach begann er nach eigener Aussage ein Informatikstudium an der Fachhochschule Brandenburg. Nachforschungen der Märkischen Allgemeinen ergaben, dass er dort von 2005 bis 2007 eingeschrieben war, aber keine Prüfung ablegte. Folglich wurde er von der Hochschule zwangsexmatrikuliert. Kalbitz gibt in seinem Lebenslauf auf den Seiten des Landtags Brandenburg weiterhin „Studium der Informatik an der FH Brandenburg“ an, gab aber in einem Interview zu, „nie wirklich studiert“ zu haben, sondern nur „mal da“ gewesen zu sein und „mit einer Professorin gesprochen“ zu haben. An Namen könne er sich nicht mehr erinnern.
Nach eigenen Angaben absolvierte Kalbitz von 2006 bis 2008 eine Berufsausbildung zum Medienkaufmann Digital und Print. Von 2010 bis 2014 war er Geschäftsführer des Hörbuchverlages Edition Apollon in Königs Wusterhausen. Nach der Insolvenz des Verlags arbeitete er freiberuflich als IT-Berater; er war nach eigener Aussage für Mercedes, BMW und andere große Unternehmen tätig.

### Privates
Kalbitz ist seit etwa 1994 mit einer Britin verheiratet. Das Paar hat drei Kinder.

## Politische Karriere und politische Positionen

### Partei
Parteipolitisch war er zunächst Mitglied der Jungen Union, wo er dem Bezirksverbandsausschuss angehörte, und der CSU. In der CSU war er Anfang der 1990er Jahre Landesdelegierter. In der Jungen Freiheit forderte er in dieser Zeit „einen rechten Aufbruch in der CDU/CSU“. Mit 21 Jahren trat er den damals vom Verfassungsschutz beobachteten und als rechtsextrem eingestuften Republikanern bei. Journalisten beschrieben ihn rückblickend als Vertreter einer „konservativen Neuerung“ in München.
Im März 2013 trat er der kurz zuvor gegründeten AfD bei. Er wurde unter anderem Mitglied des Kreisvorstands Dahme-Spreewald sowie Wahlkampfbeauftragter des Wahl- und Landkreises. Im März 2015 unterzeichnete er die von Björn Höcke und André Poggenburg initiierte Erfurter Resolution; beim sogenannten Kyffhäusertreffen im Juni 2015 trat er als Redner auf. Am 21. November 2015 wurde er zum ersten stellvertretenden Landesvorsitzenden der AfD Brandenburg gewählt. Im April 2017 wurde Kalbitz auf dem Landesparteitag als Nachfolger Alexander Gaulands zum Landesvorsitzenden der Brandenburger AfD gewählt.
Im Dezember 2017 wurde Kalbitz zu einem der sechs Beisitzer im AfD-Bundesvorstand gewählt. Im Juni 2018 berichtete der Stern, dass Kalbitz ein möglicher Nachfolger Gaulands als Bundesvorsitzender der Partei sei. Kalbitz selbst äußerte, er habe Geduld und sehe sich auf einem politischen „Langstreckenlauf“. „Wo ich persönlich politisch innerhalb der AfD stehe, ist ja kein Geheimnis. Aber wir müssen den Ausgleich zwischen allen Kräften schaffen.“ Am 1. Dezember 2019 wurde Kalbitz mit 50,3 % zum zweiten AfD-Beisitzenden wiedergewählt.

### Abgeordneter

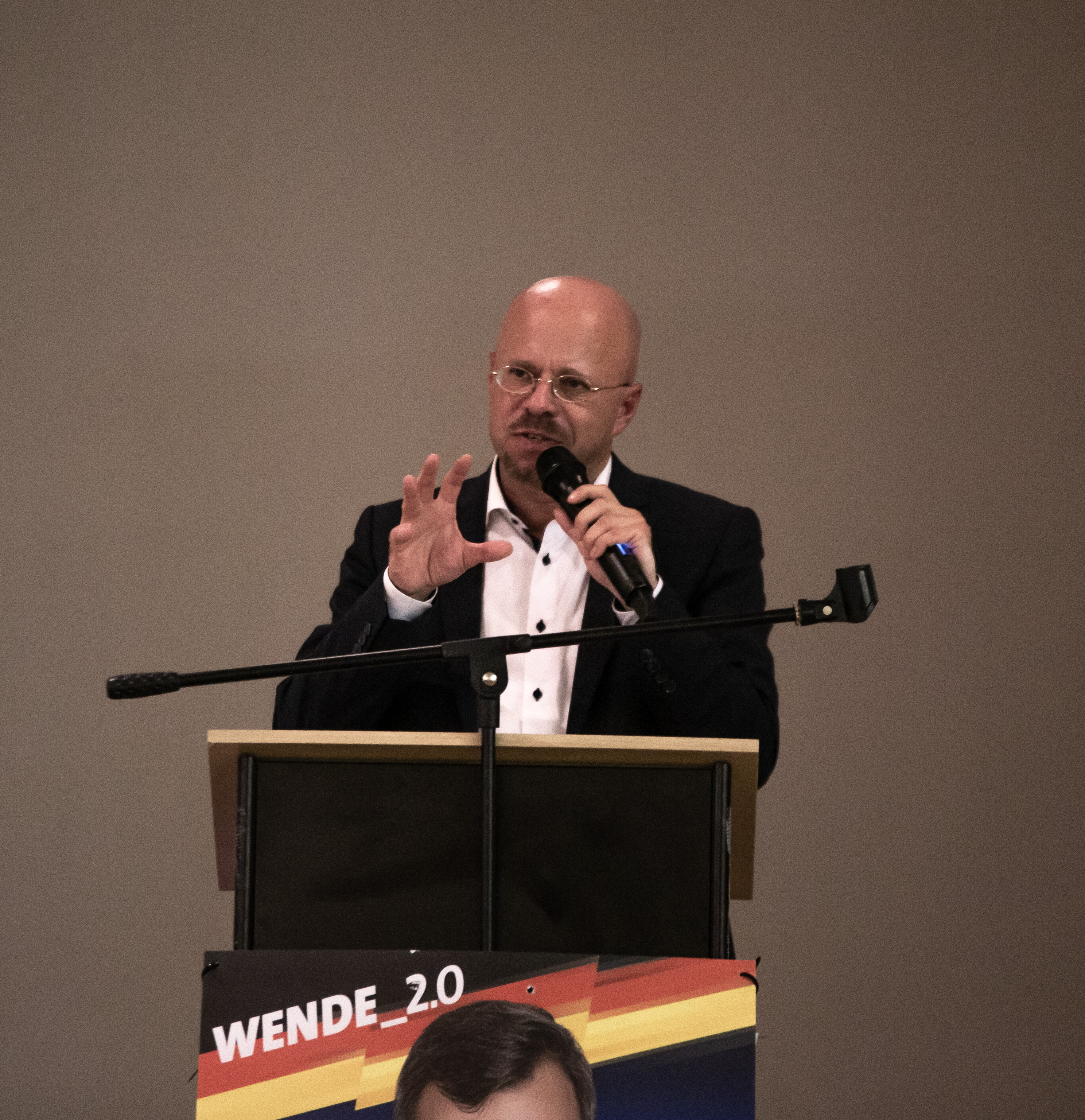
Kalbitz auf einer Wahlkampfveranstaltung (2019)

Bei den Kommunalwahlen in Brandenburg 2014 wurde Kalbitz in die Stadtverordnetenversammlung in Königs Wusterhausen gewählt und ist dort seit Juni 2014 Fraktionsvorsitzender der AfD-Fraktion.
Bei der Landtagswahl in Brandenburg 2014 kandidierte er im Landtagswahlkreis Dahme-Spreewald II/Oder-Spree I als Direktkandidat und erreichte 10,4 %. Er zog über die Landesliste (Listenplatz 9) in den Landtag Brandenburg ein und war Mitglied im Ausschuss für Infrastruktur und Landesplanung (A10), dem Sonderausschuss BER sowie stellvertretendes Mitglied im Ausschuss für Wissenschaft, Forschung und Kultur (A6). Von 2015 bis 2019 war er Mitglied des Beirates der Investitionsbank des Landes Brandenburg (ILB).
Zunächst wurde Kalbitz stellvertretender Fraktionsvorsitzender und im November 2017 zum Nachfolger des in den Bundestag gewählten Fraktionsvorsitzenden Alexander Gauland gewählt.
Ferner war er Beauftragter der AfD-Fraktion für die Angelegenheiten der Sorben und Wenden sowie medienpolitischer Sprecher.
Kalbitz war Spitzenkandidat der AfD bei der Landtagswahl in Brandenburg von 2019. Die Alternative für Deutschland erhielt 23,5 % der Stimmen und zahlreiche Direktmandate. Kalbitz trat im Wahlkreis Dahme-Spreewald II/Oder-Spree I an, verpasste das Direktmandat jedoch deutlich.
Am 16. Dezember 2016 kritisierte der CDU-Abgeordnete Steeven Bretz die AfD in einer Rede scharf und äußerte, an deren Fraktionsmitglieder gerichtet: „Das Einzige, was Sie von Finanzen verstehen, ist Ihre persönliche Profitmaximierung“ sowie „AfD heißt für mich nur noch Abzocke für Deutschland“. Damit nahm er Bezug darauf, dass der AfD-Abgeordnete Alexander Gauland sein Landtagsmandat nach der von ihm angestrebten Wahl in den Bundestag zumindest übergangsweise behalten wollte. Andreas Kalbitz äußerte daraufhin gegenüber Bretz, seine Rede sei „Goebbels für Arme“ gewesen. Nachdem Kalbitz eine Bitte um Entschuldigung hierfür verweigerte („Ich kann mich bei Ihnen nicht für Ihre erbärmliche Rede entschuldigen“), schloss Landtagspräsidentin Britta Stark (SPD) Kalbitz von der weiteren Sitzung aus. Daraufhin verließ die gesamte restliche AfD-Fraktion aus Protest ebenfalls den Saal. Auch später verteidigte Kalbitz seine Äußerung und gab an, es habe sich um eine Überspitzung gehandelt, die man in der Politik aushalten müsse.
Beim Kyffhäuser-Treffen des „Flügels“ 2018 rief Kalbitz: „Masseneinwanderung ist Messereinwanderung“, was vom Publikum mit „Abschieben, Abschieben“-Rufen beantwortet wurde.
Kalbitz leugnet den menschengemachten Klimawandel und machte in einer Debattenrunde mit Jugendlichen Windkraftanlagen für das Vogelsterben verantwortlich. Weiter bezeichnete Kalbitz in dieser Runde die Klimaschutzaktivistin Greta Thunberg als „zopfgesichtiges Mondgesichtmädchen“.
Beim Wahlkampfauftakt der AfD vor der Brandenburger Landtagswahl 2019 sagte der aus Westdeutschland stammende Kalbitz: „Wir sind nicht 1989 in diesen Prozess eingetreten und die Menschen sind nicht auf die Straße gegangen, um das geliefert zu bekommen, was wir jetzt hier erdulden müssen.“ Dieser Gleichsetzung der politischen Verhältnisse in der DDR mit denen der heutigen Bundesrepublik widersprach der Historiker Patrice Poutrus. Er warf der AfD vor, mit diesem Versuch der Vereinnahmung der damaligen Wende in der DDR „von einer Anerkennung der Verfassungsordnung der Bundesrepublik weit entfernt“ zu sein. In einer weiteren Wahlkampfrede im Oktober 2019 in Erfurt sprach Kalbitz von Deutschen, die sich „nachts nicht mehr auf die Straße trauen oder an Bahnhöfe, weil da nämlich irgendwelche jungen syrischen oder afghanischen Deserteure (…) rumlungern. Hinter denen das Kopftuchgeschwader mit Mehrfachkinderwagen.“ Mehr als eine „sinnentleerte, hirnlose, selbstzerstörerische Willkommenskultur“ brauche man, so Kalbitz, eine „konsequente Abschiebekultur“. Im Juni 2020 sagte er, man habe in Deutschland „kein Problem mit strukturellem Rassismus“, sondern „mit struktureller Inländerfeindlichkeit“. 2019 schrieb Kalbitz in seinem Grußwort zur im rechtsextremen Gerhard Hess Verlag erschienenen Schrift Was Juden zur AfD treibt, „im Zuge der massenhaften Zuwanderung vornehmlich moslemischer Migranten“ vollziehe sich ein „neue[s] ideologisch motivierte[s] Menschheitsbeglückungsexperiment“, das in einer Reihe mit „dem singulären Kulturbruch des Holocaust“ stehe.
Seit Anfang des Jahres 2020 überwacht der Verfassungsschutz Kalbitz mit nachrichtendienstlichen Mitteln. Diese Beobachtung bezieht sich auf außerparlamentarische Aktivitäten, nicht auf die Arbeit im Parlament. Laut Bundeswehr-Journal hat ihn der Militärische Abschirmdienst für Reserveübungen gesperrt.
Bei der Landtagswahl 2024 gelang es ihm in zwei Wahlkreisen nicht, sich als Direktkandidat der AfD aufstellen zu lassen, und er schied aus dem Landtag aus.

### Entzug der AfD-Mitgliedschaft
Mitte April 2020 beschloss der Bundesvorstand der Partei, Kalbitz müsse „eine Liste der politischen Organisationen und Vereinigungen vorlegen, in denen er Mitglied gewesen ist oder zu denen er in Kontakt gestanden hat – mit Angaben von Jahreszahlen und Erklärung der Art der Verbindung“. Die Vorwürfe gegen ihn schadeten „dem Ansehen der AfD massiv“, hieß es in der Erklärung des 13-köpfigen Gremiums. Allerdings wurde der Beschluss des AfD-Bundesvorstands nur knapp gefasst, mit sieben Ja- bei vier Nein-Stimmen sowie zwei Enthaltungen.
Am 15. Mai 2020 beschloss der Bundesvorstand mit sieben gegen fünf Stimmen bei einer Enthaltung, Kalbitz’ Mitgliedschaft für nichtig zu erklären, weil er in seinem Partei-Aufnahmeantrag „substanzielle Tatsachen verheimlicht“ habe. Kalbitz’ Name war nämlich auf einer Mitgliedsliste der rechtsextremen Heimattreuen Deutschen Jugend aufgetaucht. Kalbitz selbst bestreitet allerdings diesen Vorwurf; nach Informationen der Frankfurter Allgemeinen Sonntagszeitung ist Kalbitz’ Aufnahmeantrag von 2013 verschollen. Jörg Meuthen sagte dazu, es gebe mindestens zwei Zeugen, die sich genau an die Prüfung des Formularinhalts erinnern würden. Von Beobachtern wurde die Entscheidung als Erfolg von Meuthen gewertet, der sich gegen die Fraktionsvorsitzenden Alexander Gauland und Alice Weidel sowie gegen den Co-Vorsitzenden Tino Chrupalla durchsetzte.
Der Entzug der Mitgliedschaft sei eine juristische und keine politische Entscheidung gewesen, sagte Meuthen. Die Frage des Rechtsextremismus habe sich im Zusammenhang mit der Entscheidung nicht gestellt.
Kritik und Proteste gegen die Entscheidung kamen von den Abgeordneten Björn Höcke, Jürgen Pohl und Frank Pasemann. Dennis Hohloch, parlamentarischer Geschäftsführer der Brandenburger AfD-Fraktion, nannte den Beschluss einen schwerwiegenden Fehler und forderte einen außerordentlichen Bundesparteitag mit Neuwahlen des Bundesvorstandes. Drei Tage nach dem Beschluss zur Aberkennung der AfD-Mitgliedschaft entschied die AfD-Landtagsfraktion Brandenburg, dass Kalbitz weiterhin Fraktionsmitglied bleiben solle. Dafür stimmten bei einer Sondersitzung in Potsdam nach Fraktionsangaben 18 der 21 anwesenden Abgeordneten, zwei waren dagegen, ein Abgeordneter enthielt sich. Um einem Parteilosen die Zugehörigkeit zur Fraktion zu ermöglichen, änderte die Fraktion ihre Geschäftsordnung.
Am 19. Juni 2020 erklärte auf Kalbitz’ Antrag hin das Landgericht Berlin die Annullierung der Parteimitgliedschaft bis zu einem Entschluss des Bundesschiedsgerichts für unzulässig, weil der Parteivorstand das in § 10 des Gesetzes über die politischen Parteien (PartG) vorgeschriebene Verfahren nicht beachtet habe, sodass ein Rechtsschutzbedürfnis für die vom Gericht erlassene Regelung bestehe. Nach dem Parteiengesetz könne der Bundesvorstand der AfD bereits aus verfahrensrechtlichen Gründen keinen – endgültigen – Ausschluss Kalbitz’ erwirken. Auch inhaltliche Zweifel an den Begründungen des Bundesvorstands ließ das Landgericht durchscheinen: Unter anderem sei nicht hinreichend klar gelegt worden, ob die AfD seinerzeit Kalbitz definitiv nicht aufgenommen hätte, wenn er eine HDJ-Mitgliedschaft angegeben hätte.
Daraufhin wurde im Juni 2020 auf dem Bundeskonvent der AfD ein Antrag eingebracht, der Jörg Meuthen „unverantwortliche Spaltungsversuche“ vorwarf und personelle Konsequenzen forderte. Antragsteller war u. a. Armin-Paul Hampel. Der Bundeskonvent stellte sich jedoch mehrheitlich hinter Meuthen. Nach der Gerichtsentscheidung wurde Kalbitz im Juni 2020 von der AfD-Fraktion im Potsdamer Landtag erneut zum Vorsitzenden gewählt. Kalbitz erklärte, er werde auch wieder den Parteivorsitz in Brandenburg wahrnehmen.
Das AfD-Schiedsgericht lehnte Ende Juni mit sieben zu einer Stimme bei einer Enthaltung einen Eilantrag von Kalbitz auf Wiedereinsetzung seiner Mitgliedschaft ab, da er im Hauptverfahren keine Aussicht auf Erfolg habe. Der Status seiner Mitgliedschaft galt damit zunächst als unklar. Kurz darauf nahm Kalbitz an einer Sitzung des AfD-Bundesvorstandes in Suhl teil. Meuthen räumte ein, Kalbitz habe das Recht dazu. Maßgeblich sei die Entscheidung des Landgerichts, wonach Kalbitz bis zur Hauptsacheentscheidung des Bundesschiedsgerichts wieder in seine Rechte eingesetzt sei.
Am 25. Juli 2020 entschied das Bundesschiedsgericht der AfD, dass es bei dem Ausschluss aus der Partei bleibe, wogegen Kalbitz wiederum zivilrechtlich vorging. Den Fraktionsvorsitz in Brandenburg behielt er zunächst bei, ließ ihn aber ruhen.
Anfang August 2020 forderten die Vorsitzenden des Kreisverbandes Rhein-Kreis Neuss und des Kreisverbandes Aichach-Friedberg einen bundesweiten Mitgliederentscheid, um Kalbitz’ Wiederaufnahme in die Partei durchzusetzen. Nach ihren Angaben sei das Vorgehen mit dem Thüringer Co-Landessprecher Stefan Möller abgestimmt. Mindestens 25 Kreisvorstände müssten dem Antrag zustimmen.
Das Landgericht Berlin hat am 21. August 2020 den weiteren Eilantrag von Kalbitz gegen die AfD wegen des Streits um das Fortbestehen seiner Parteimitgliedschaft abgewiesen. Das Gericht sah keine Anhaltspunkte dafür, dass der Beschluss des AfD-Bundesvorstandes über die Beendigung der Parteimitgliedschaft von Kalbitz evident rechtswidrig gewesen sei. Daher bestehe keine Grundlage für den Erlass einer einstweiligen Anordnung. Der frühere Brandenburger Landeschef bleibt damit aus der Partei ausgeschlossen. Gegen dieses erstinstanzliche Urteil des Landgerichts legte Kalbitz Berufung zum Kammergericht Berlin ein. Das Kammergericht wies in seiner zweitinstanzlichen Verhandlung am 22. Januar 2021 die Berufung Kalbitz’ zurück.
Das Kammergericht hat seine Entscheidung bei der mündlichen Urteilsverkündung folgendermaßen begründet: Laut Rechtsprechung des Bundesverfassungsgerichts haben die ordentlichen Gerichte (Zivilgerichte) angesichts der Bedeutung und Stellung der Parteien im Grundgesetz nur sehr eingeschränkte Möglichkeiten, Urteile von Parteigerichten einer zivilgerichtlichen Kontrolle zu unterwerfen. Die Nachprüfung einer Entscheidung des Schiedsgerichts einer Partei beschränke sich daher darauf, ob auf falscher Tatsachengrundlage entschieden wurde oder ob sie evident rechtswidrig gewesen sei. Die Entscheidung des Bundesschiedsgerichts der AfD vom 25. Juli 2020 sei im Hinblick auf die von der AfD erklärte Anfechtung der Aufnahme von Kalbitz in die AfD (wegen der – vom Bundesvorstand der AfD behaupteten – arglistigen Täuschung durch Verschweigen der Mitgliedschaft in der HDJ) weder evident rechtswidrig noch missbräuchlich gewesen (Kammergericht, Urteil vom 22. Januar 2021, Az. 7 U 1081/20).
Diese Entscheidung galt nur für das Eilverfahren, in dem der Sachverhalt lediglich summarisch geprüft wurde. 
Im letztlich entscheidenden Hauptsacheverfahren unterlag Kalbitz ebenfalls sowohl in erster (= Landgericht Berlin) als auch in zweiter Instanz (= Kammergericht Berlin). Kalbitz will das Hauptsacheverfahren ggf. bis zum Bundesgerichtshof führen (3. Instanz), was sich nach Auskunft seines Anwaltes Andreas Schoemaker insgesamt über Jahre hinziehen kann. Vor dem Hintergrund der Gerichtsverfahren erklärte die stellvertretende Landesvorsitzende Birgit Bessin auf einer Pressekonferenz am 20. Januar 2021: „Wenn Herr Kalbitz seine Mitgliedsrechte zurückbekommt, ist er wieder Landesvorsitzender in Brandenburg.“
Auf dem Landesparteitag der AfD in Frankfurt am 21. März 2021 erschien Kalbitz trotz seiner entzogenen Parteimitgliedschaft auf der Veranstaltung. Laut eigenen Aussagen wollte er trotz seines Ausschlusses aus der AfD die Entwicklung des von ihm mit aufgebauten Landesverbands Brandenburg mitverfolgen und beobachtete die Aufstellungsversammlung der Kandidaten für die Landesliste zur Bundestagswahl 2021 als Gast ohne gültiges Stimmrecht. Der AfD-Bundestagsabgeordnete Norbert Kleinwächter entschuldigte sich während seiner Bewerbungsrede für die Landesliste bei Kalbitz für seine Bemerkung, dass Kalbitz „tot“ sei, nachdem dieser 2020 aus der AfD ausgeschlossen worden war.
Auf dem AfD-Bundesparteitag im Juni 2022 in Riesa brachte der brandenburgische Landesvorstand um Birgit Bessin einen Antrag ein, das Auftrittsverbot des Bundesvorstands für Kalbitz auf öffentlichen AfD-Veranstaltungen aufzuheben. Mit knapper Mehrheit wurde der Antrag von den Delegierten nicht zur Abstimmung angenommen. Kalbitz ist trotzdem häufig auf AfD-Veranstaltungen vertreten, auch ausdrücklich als Mitglied der AfD-Landtagsfraktion, und erhält dort eine Bühne für seine Positionen.

### Rücktritt vom Fraktionsvorsitz
Am 18. August 2020 legte Kalbitz den Brandenburger Fraktionsvorsitz nieder, nachdem die Staatsanwaltschaft Potsdam wegen des Verdachts auf fahrlässige Körperverletzung Ermittlungen aufgenommen hatte, weil Kalbitz seinem kommissarischen Stellvertreter Dennis Hohloch bei einer Begrüßung mit der Faust in den Bauch geschlagen habe. Hohloch musste daraufhin wegen eines Milzrisses stationär behandelt werden. Die FAZ berichtete mit Berufung auf Parteikreise, es sei ein „offenes Geheimnis“, dass Kalbitz Ausbrüche von Wut und Gewalt habe und bereits früher gegenüber einem Brandenburger AfD-Politiker scheinbar freundliche, aber für diesen schmerzhafte und bedrohliche Schläge ausgeteilt habe. Dazu sei einem Mitarbeiter der Fraktion wegen lauten Telefonierens fest ins Gesicht geschlagen worden. Ferner soll Kalbitz über Frank Pasemann fälschlich verbreitet haben, Hohloch sei eine Zyste in der Milz geplatzt. Hohloch erklärte, er liege mit einem „Milzriss“ im Krankenhaus. Die zuständige Staatsanwaltschaft Potsdam leitete in diesem Zusammenhang gegen Kalbitz ein Ermittlungsverfahren wegen Körperverletzung ein, stellte aber im August 2021 die Ermittlungen in der sogenannten „Milzriss-Affäre“ ein, nachdem Kalbitz der Zahlung einer „vierstelligen Summe“ zugestimmt hatte.

### Verzicht auf Bundestagskandidatur 2021
Bereits im Februar 2021 kursierten Gerüchte darüber, dass in internen Gesprächen des AfD-Landesverbands Brandenburg mehrheitlich darüber entschieden worden sei, Andreas Kalbitz als parteilosen Kandidaten für den Wahlkreis 65 (Elbe-Elster/Oberspreewald-Lausitz II) für die Bundestagswahl 2021 aufzustellen. Jedoch kündigte Kalbitz am 20. März 2021 via Facebook an, auf die Kandidatur für den Bundestag zu verzichten. Diese Entscheidung begründete er mit erneuten Seitenhieben gegen den Bundesvorstand der AfD, welchem er „Führungsunfähigkeit und Erfolglosigkeit“ vorwarf. Ebenso sah Kalbitz die Partei aufgrund dessen in einer „innerparteilich angespannten und politisch geschwächten Situation“. Mit seiner möglichen Kandidatur wolle er „existente Fliehkräfte“ nicht weiter befördern, weshalb er sich letztendlich für den Verzicht entschieden habe.

### Gescheiterte Kandidatenaufstellung bei der Landtagswahl 2024
Vor der Landtagswahl 2024 versuchte er erst sich im Prignitzer Wahlkreis 2 und dann im Lausitzer Wahlkreis 39 als Direktkandidat der AfD aufstellen zu lassen, scheiterte aber beide Male. Eine Kandidatur über die Landesliste bewertete er von vorneherein als unerreichbar, innerparteiliche Mehrheiten stünden gegen ihn. Er führe dies auf persönliche Differenzen und „Oligarchisierungsprozesse“ zurück, nicht aber auf ideologische Unterschiede.

## Aktivitäten im Rechtsextremismus

### Heimattreue Jugend / Heimattreue Deutsche Jugend
Ende August 2019 ergaben gemeinsame Recherchen des ARD-Politikmagazins Kontraste und des rbb-Magazins Brandenburg aktuell, dass Kalbitz offenbar als Zwanzigjähriger im Juli 1993 an einem sogenannten Sommerlager des rechtsextremen Vereins Die Heimattreue Jugend in einem thüringischen Dorf teilgenommen hatte. Dies gehe aus einer Akte des Verfassungsschutzes hervor. 1993 habe die thüringische Polizei das Lager durchsucht und dabei die Personalien von Kalbitz aufgenommen. Laut Dietwald Claus, der sich bereits 1995 im rechtsextremen Thule-Netz über Kalbitz’ Aktivitäten im DHJ-Sommercamp äußerte, soll dieser „einer der härtesten“ gewesen sein. Er habe zudem eine Reichskriegsflagge, antisemitische und Holocaustleugnungs-Literatur mitgeführt. Der Verein benannte sich später in Heimattreue Deutsche Jugend (HDJ) um.
Im März 2018 wurden Fotos veröffentlicht, die Kalbitz im Jahr 2007 in einem Lager der neonazistischen und seit 2009 verbotenen Heimattreuen Deutschen Jugend zeigen. Kalbitz gab die Teilnahme zu. Weitere Teilnahmen an Camps der HDJ hatte er verneint und auch die Teilnahme am Camp 1993 nicht erwähnt. Laut einer Mitgliederliste der HDJ aus dem Jahr 2007, die dem Bundesamt für Verfassungsschutz vorliege, habe die „Familie Andreas Kalbitz“ die Mitgliedsnummer 01330. Nachweislich habe Kalbitz, so das BfV, vierzehn Jahre Kontakt mit der HDJ gehabt und sei auch Mitglied gewesen.
2009 erhielt Kalbitz laut Spiegel und Tagesspiegel neben sechs weiteren Adressaten eine E-Mail vom ehemaligen Bundesführer der HDJ. Der Bundesführer informierte sie über ein Interview zum Verbot der HDJ.
In der Verhandlung vor dem Landgericht Berlin vom 19. Juni 2020 betreffend den Parteiausschluss von Kalbitz legte dessen Anwalt Andreas Schoemaker zwei eidesstattliche Versicherungen von Kalbitz vor, in denen er angab, weder in der Heimattreuen Deutschen Jugend noch in ihrer Vorgängerorganisation Mitglied gewesen zu sein. Um Äußerungen des Verfassungsschutzes zu entkräften, eine „Familie Andreas Kalbitz“ sei in einer HDJ-Mitgliederliste mit Nummer geführt, legte Kalbitz’ Anwalt außerdem eine eidesstattliche Versicherung des früheren HDJ-Bundesführers Sebastian Räbiger vor, in der dieser erklärt, die Mitgliedersoftware der HDJ habe nicht zwischen Nummern von Mitgliedern und bloßen Interessenten unterschieden. (Die Abgabe einer falschen eidesstattlichen Erklärung ist strafbar.) Im Umfeld des Vereins HDJ bestanden so genannte „FFK“ (= Freundes- und Familienkreise). Deren Zweck lag in einer begleitenden Unterstützung, auch materiell und organisatorisch, ohne dass die Betreffenden selbst Mitglied des Vereins waren.
Kalbitz bestreitet die Mitgliedschaft in der HDJ und reichte am 24. Juni 2020 vor dem Verwaltungsgericht Köln Klage gegen das Bundesamt für Verfassungsschutz ein (Az. 13 K 3190/20). Er fordert unter anderem Auskunft über die strittige Mitgliederliste, die in einem internen Gutachten des Verfassungsschutzes erwähnt sein soll, das die Beobachtung des „Flügels“ betraf. Der Verfassungsschutz hatte dem Bundesvorstand der AfD zwar auf dessen Ersuchen hin das Gutachten zur Verfügung gestellt. Die Anlagen dazu, u. a. die Liste, hält der Verfassungsschutz jedoch unter Verschluss. Kalbitz verlangt die Herausgabe dieser Dokumente, aber auch weiterer Unterlagen – und zwar nach Angaben des Gerichts insgesamt sehr umfassend: Neben einer allgemeinen Datenauskunft (gemäß § 15 Bundesverfassungsschutzgesetz) die Überlassung seiner vom Bundesamt für Verfassungsschutz geführten Personalakte, die Überlassung des Gutachtens vom 12. März 2020 betreffend die Beobachtung des sog. „Flügels“, Auskunft über die im Gutachten genannten Nachweise bezüglich der von ihm bestrittenen Mitgliedschaft in der HDJ sowie Auskunft über die im Gutachten genannte „Mitgliederliste der HDJ“ nebst Eintrag zur „Mitgliedsnummer 01330“. Ob Kalbitz in der seit 2009 verbotenen Heimattreuen Deutschen Jugend (HDJ) oder ihrer Vorgängerorganisation Heimattreue Jugend Mitglied war, ist für seine AfD-Mitgliedschaft mitentscheidend, da die HDJ auf der Unvereinbarkeitsliste der AfD steht.

### Junge Landsmannschaft Ostpreußen
Wegen seiner Mitgliedschaft in der rechtsextremen Jungen Landsmannschaft Ostpreußen (JLO) bzw. deren Nachfolger Junge Landsmannschaft Ostdeutschland wurde Kalbitz in seiner Zeit als Bundeswehrsoldat mehrfach vom Militärischen Abschirmdienst (MAD) verhört. Kalbitz gab 2001 gegenüber dem MAD zu, bereits seit vor seinem Eintritt in die Bundeswehr 1994, also zu dem Zeitpunkt seit mindestens sieben Jahren, Mitglied in der Vereinigung zu sein. Kalbitz gab ferner zu, dass er Ende 2000 und Anfang 2001 als Veranstaltungsleiter JLO-Veranstaltungen durchgeführt hatte. Zu diesem Zeitpunkt hatte sich die Landsmannschaft Ostpreußen schon von der Jugendorganisation getrennt, weil diese aufgrund von rechtsextremen Aktivitäten vom Verfassungsschutz beobachtet wurde. Kalbitz schrieb 2003 für das Vereinsorgan Fritz der JLO, zu einer Zeit, als diese bereits wesentlich neonazistisch geprägt war, von einem „Bewußtseinsethnozid in den Köpfen der bundesdeutschen Jugend“ und bezüglich der Erinnerungspolitik von einer „Verständnisimplantation von 12 Jahren als 99 % deutscher Geschichte“. In einem anderen Artikel bezeichnete er ein Buch des für seine Verschwörungstheorien bekannten französischen Autors Thierry Meyssan über die Anschläge vom 11. September 2001 als eine „geistige Waffe“, die es zu nutzen gelte. Laut MAD-Vermerk in Kalbitz’ Stammakte ist er bis heute für Reservistendienstleistungen der Bundeswehr gesperrt.
Die JLO steht auf der Unvereinbarkeitsliste der AfD.

### Teilnahmen an Neonazi-Veranstaltungen im Ausland

#### Teilnahmen an Neonazi-Veranstaltungen in Belgien
Andreas Kalbitz nahm mehrfach an der von flämischen Nationalisten organisierten Wallfahrt IJzerbedevaart bei Diksmuide teil. So zeigen Videoaufnahmen ihn dort bereits 1994 in einem „uniformähnlichen“ Hemd im Gespräch mit Hans-Ulrich Kopp. 1994 zählten zu den deutschen Besuchern der Wallfahrt auch Holger Apfel, damaliger Funktionär der NPD-Jugend, sowie Funktionäre der später verbotenen FAP und der später verbotenen Wiking-Jugend. Der Militärische Abschirmdienst konfrontierte Kalbitz in einer Vorladung vom März 2001 damit, dass sein Auto 2000 während des von rechtsextremen Krawallen begleiteten Treffens gesichtet worden sei. Kalbitz gab zu, 1999 und 2000 dort gewesen zu sein, er sei aber nach eigenen Angaben nicht an Kameradschaftstreffen oder an den Ausschreitungen beteiligt gewesen.

#### Teilnahme an einer Neonazi-Reise nach Athen
2007 reiste Kalbitz mit 13 Neonazis, unter ihnen der damalige NPD-Vorsitzende Udo Voigt, nach Athen, um an einer Versammlung der neonazistischen Patriotischen Allianz (einer Abspaltung der Chrysi Avgi, „Goldene Morgenröte“) teilzunehmen. Die deutsche Delegation übernachtete gemeinsam in einem Hotel in Athen und hisste dort nach Angaben der griechischen Nachrichtenagentur ANA eine zwei Meter große schwarz-weiß-rote Hakenkreuzflagge. Diese zog noch in der Nacht einen Brandanschlag nach sich und verbrannte vollständig. Danach wurde eine Flagge der NPD Gröditz aufgehängt. Kalbitz räumte ein, mit der Delegation nach Athen gereist zu sein, bestritt aber eine Teilnahme an den Vorgängen rund um die Fahnen und den Brandanschlag. In der „nachträglichen Bewertung dieser Veranstaltung“ sei diese laut seinen Worten „nicht dazu angetan“ gewesen, sein „weiteres Interesse oder Zustimmung zu wecken“.

### Filme
Gemeinsam mit seinem 2006 verstorbenen Schwiegervater Stuart Russell schrieb er das Drehbuch für die Filme Der unbekannte Soldat über Adolf Hitler im Ersten Weltkrieg und Von Garmisch in den Kaukasus über die 1. Gebirgsdivision der Wehrmacht. Russell war britischer Soldat und lebte in der Nähe der Wewelsburg bei Paderborn. Er schrieb mehrere Bücher über den Ersten und Zweiten Weltkrieg, darunter die Bücher Himmlers Burg. Zentrum der SS (d. h. die Wewelsburg) und Frontsoldat Hitler. Der Freiwillige des Ersten Weltkrieges.

### Weitere Aktivitäten im Rechtsextremismus
Kalbitz schrieb unter anderem für die neurechte Wochenzeitung Junge Freiheit. Er war Mitglied des völkischen Witikobunds und Autor der Zeitschrift Witikobrief, in dem er 2001 von einem „Ethnozid am deutschen Volk“ schrieb. 1993 nahm er an einer von dem Rechtsextremisten Hans-Ulrich Kopp geleiteten Podiumsdiskussion des Witikobundes teil. Kalbitz’ Name und Anschrift fanden sich zudem auf einer Interessentenliste der NPD. Er wurde Mitte der 1990er Jahre lobend („kein Weichei“) im von Rechtsextremisten verwendeten Mailbox-System Thule-Netz erwähnt.
Verschiedene Medien, wie der Bayerische Rundfunk, weisen im Zusammenhang mit einem rechtsextremen Netzwerk in der Bundeswehr (Stichwort Hannibal) darauf hin, dass Andreas Kalbitz zwischen 1994 und 2005 mehrere Jahre Ausbilder an der damaligen Luftlande- und Lufttransportschule in Altenstadt (Oberbayern) gewesen sei, die für dieses Netzwerk von besonderer Bedeutung sei.
Die Ostsee-Zeitung zitiert einen ehemaligen Vorgesetzten der Luftlandeschule Altenstadt mit den Worten: „Wenn Kalbitz jetzt auf AfD-Linie ist, muss er sich gehörig nach links entwickelt haben.“
Kontakte hatte Kalbitz auch zu der wegen rechtsextremer Aktivitäten in Verfassungsschutzberichten erwähnten Münchner Burschenschaft Danubia, die zeitweise an derselben Adresse residierte wie die schlagende Schüler-Burschenschaft Saxonia-Czernowitz, in der Kalbitz seit seiner Schulzeit Mitglied ist.
2008 erhielt Kalbitz eine Mail von dem wegen Volksverhetzung verurteilten Rechtsextremisten Horst Mahler, der die NPD als Anwalt im Verbotsverfahren vertreten hatte. In dieser Mail berichtete Mahler vom ersten Verhandlungstag am Landgericht Potsdam.
Von 2014 bis 2015 war Kalbitz Vorsitzender der vom ehemaligen SS-Hauptsturmführer und NPD-Funktionär Waldemar Schütz gegründeten rechtsextremen Vereinigung Kultur- und Zeitgeschichte, Archiv der Zeit. Zuvor saß Kalbitz seit 2010 mehrere Jahre, u. a. mit einem NPD-Funktionär, im Vorstand des Vereins. Der Rechtsextremismusforscher Hajo Funke kommentierte: „Mit seiner Rolle in seinem Kulturverein zeigt er sich als Rechtsextremer. Das ist eine rechtsextreme Vereinigung.“ Nach einem Bericht des rbb-Magazins Klartext, das die Zusammenhänge aufdeckte, verwies Kalbitz zunächst auf die eingeschränkte Aktivität des Vereins in den letzten Jahren, legte dann aber nach Informationen der AfD Brandenburg im Oktober 2015 sein Amt nieder und trat aus dem Verein aus.
Im März 2016 wurde nach zunächst gegenteiligen Behauptungen bekannt, dass Kalbitz den ehemaligen Neonazi Alexander Salomon aus Cottbus, der zuvor knapp zwei Jahre NPD-Mitglied war, im brandenburgischen Landtag als Mitarbeiter beschäftigte. Kalbitz räumte ein, von Salomons Neonazi-Vergangenheit gewusst zu haben. Anfang März 2020 wurde zudem öffentlich, dass ein weiterer Mitarbeiter der brandenburgischen AfD-Landtagsfraktion, der laut JA-Website stellvertretende Bundesschriftführer der Jungen Alternative (JA) Tim Ballschuh, 2018 nach einer AfD-Wahlkampfkundgebung in Regensburg mit einer Schreckschusspistole auf Gegendemonstranten geschossen hatte. Überdies hat er laut einem Bericht des Bundesverfassungsschutzes frühere Kontakte zur NPD eingeräumt und war zudem „Mitglied in den als rechtsextremistisch eingeordneten Burschenschaften Frankonia Erlangen und Halle-Leobener Burschenschaft“. Auf einem Foto ist er während einer Neonazikundgebung im März 2008 in den Räumen der damaligen JN-Bundeszentrale in Bernburg zu sehen. Fragen nach der Vereinbarkeit der Zusammenarbeit wegen Ballschuhs Vita ließ Kalbitz unbeantwortet und ließ am Rande einer Pressekonferenz verlauten, dass man sich zu Mitarbeitern „grundsätzlich nicht“ äußere.
Bei einem Vortrag im neurechten Institut für Staatspolitik von Götz Kubitschek propagierte Kalbitz laut Stern „eine Art nationalen Sozialismus“. Bei einer Rede auf einer AfD-Demonstration im Mai 2018 bedankte sich Kalbitz unter anderem bei der rassistischen Gruppierung Pegida und der neurechten Vereinigung Ein Prozent für unser Land von Götz Kubitschek und Philip Stein und beklagte, dass die AfD ausgegrenzt und geächtet werde, obwohl sie „die letzte evolutionäre Chance für unser Land“ sei. Auch bei einer Rede am Kyffhäuserdenkmal in Thüringen äußerte er: „Die AfD ist die letzte evolutionäre Chance für dieses Land. Danach kommt nur noch ‚Helm auf‘. Und das möchte ich nicht.“ Ferner äußerte er über Mitglieder der 68er-Bewegung, man werde „auf ihren Gräbern tanzen“.